# Folgore Nocera (pallacanestro)
L'A.S.D. Polisportiva Folgore Nocera è una squadra di pallacanestro di Nocera Inferiore, facente parte della società Polisportiva Folgore. Gioca le partite casalinghe al PalaCoscioni.

## Storia

### Gli anni sessanta
La squadra maschile conclude il campionato di Serie B 1958-1959 in prima posizione a pari merito con la Libertas Messina, sconfitta a Nocera il 10 maggio 1959 per 45 a 43. La domenica successiva la Folgore andò a vincere a Caserta, che occupava il secondo posto in classifica, dietro le squadre del Messina e della Folgore Nocera. L'incontro a Caserta terminò dopo un tempo supplementare per 43 a 41.
Nella stagione 1959-60 al fine di stabilire le squadre che dovevano retrocedere dalla serie A si disputò un concentramento a Grosseto, per l'esattezza il 26 e 27 marzo 1960 tra le squadre di Saiwa Genova, Amatori Carrara, Trieste e la Folgore Nocera.
Nel primo incontro la Folgore fu sconfitta dalla squadra di Genova per 61 a 48 e nel secondo incontro vinse contro l'Amatori Carrara per 56 a 37. Per cui la squadra di Genova e Nocera rimasero in serie A, mentre retrocessero in serie B le squadre di Carrara e Trieste.

### Gli ultimi anni
La squadra alterna partecipazioni a campionati regionali e interregionali con alcune interruzioni.
Nel 2009 non viene iscritta a nessun campionato per condizioni economiche insufficienti della società. Nel 2010 riparte dalla Serie D, avvicinandosi successivamente all'obbiettivo promozione, ma viene battuta in semifinale play-off dal Basket Baiano.
A distanza di qualche anno arriva la promozione in Serie C2 con la vittoria nella finale play-off del 26 maggio 2012 ai danni della Virtus Piscinola, dopo aver disputato un ottimo campionato. La stagione successiva la squadra si ripete arrivando fino in finale play-off nella quale batte la Pielle Matera, e conquista la promozione nella Divisione Nazionale C (ex Serie C Dilettanti e C1).
La compagine folgorina non si iscrive poi al campionato di DNC per mancanza di fondi necessari alla programmazione della prossima stagione. Ad ottobre 2013 decide di ripartire dalla Promozione per dare spazio ai giovani del vivaio.
Nella stagione sportiva 2021-2022 ha partecipato al campionato di Serie D Regionale, concludendo la stagione al sesto posto ottenendo una tranquilla salvezza. Nella stagione 2022/2023 partecipa al campionato di Serie D regionale, con un roster composto perlopiù da atleti cresciuti nel settore giovanile folgorino. Il team gialloviola sarà guidato da coach Gerardo Boccia, coadiuvato da coach Antonio Toscano. 

## Curiosità
- Nel 1969 fu affidato alla Folgore il compito di organizzare a Nocera il 1º Campionato Europeo Cadetti (intitolato a Ennio Nociti), che fu vinto dall'Italia[3].
- Il club rappresenta sportivamente anche il contiguo comune di Pagani[senza fonte], dove ha giocato per diverse stagioni le sue partite casalinghe.[4] Nel 2008, per onorare questo sodalizio, la Folgore ha vestito un'uniforme bianca e azzurra (colori sociali della città, che conserva tuttora nella sua seconda divisa)[senza fonte]. La Folgore dispone inoltre di una società satellite giovanile denominata Indomita Pagani.[5]